# Brovst (parochie)
Brovst is een parochie van de Deense Volkskerk in de Deense gemeente Jammerbugt. De parochie maakt deel uit van bisdom Aalborg en telt 2646 kerkleden op een bevolking van 3143 (2004).
Historisch maakte de parochie deel uit van Øster Han Herred. In 1970 werd Brovst met een aantal omliggende parochies een zelstandige gemeente Brovst, die in 2007 opging in Jammerbugt.
Aaby · Alstrup · Bejstrup · Biersted · Brovst · Fjerritslev · Gjøl · Gøttrup · Haverslev · Hjortdal · Hune · Ingstrup · Jetsmark · Kettrup · Klim · Koldmose · Kollerup · Langeslund · Lerup · Øland · Øster Svenstrup · Saltum · Skræm · Torslev · Tranum · Vedsted · Vester Hjermitslev · Vester Torup · Vust